# Canales de la Sierra
Canales de la Sierra ist ein abgelegenes kleines Bergdorf und eine zur bevölkerungsarmen Region der Serranía Celtibérica gehörende Gemeinde (municipio) mit 82 Einwohnern (Stand: 2024) im Südwesten der Autonomen Gemeinschaft La Rioja in Spanien. Seit 1986 ist der gesamte Ort als Kulturgut (Bien de Interés Cultural) in der Kategorie Conjunto histórico-artístico anerkannt.

## Lage
Der Ort Canales de la Sierra liegt nahe der Grenze zur Provinz Burgos am Oberlauf des Río Najerilla in einer Höhe von etwa 1030 m im wald- und wasserreichen Naturpark Sierra de la Demanda. Die Entfernung zur Provinzhauptstadt Logroño (ca. 82 km Fahrtstrecke nordöstlich) ist ungefähr genauso weit wie nach Burgos (ca. 87 km nordwestlich) oder nach Soria (ca. 97 km südöstlich). Das Klima ist gemäßigt bis warm; Regen (ca. 850 mm/Jahr) fällt überwiegend im Winterhalbjahr.

## Bevölkerungsentwicklung
| Jahr      | 1857 | 1900 | 1950 | 2001 | 2018 |
| Einwohner | 980  | 802  | 504  | 87   | 85   |

Infolge der Mechanisierung der Landwirtschaft, der Aufgabe bäuerlicher Kleinbetriebe und des daraus resultierenden geringeren Arbeitskräftebedarfs ist die Zahl der Einwohner seit Beginn des 20. Jahrhunderts stark zurückgegangen.

## Wirtschaft
Das kleine Bergdorf war und ist in hohem Maße geprägt von der Landwirtschaft, vor allem von der Viehzucht (Milch, Käse). In früheren Zeiten diente der Ort als Handwerks- und Marktzentrum für einige wenige – mittlerweile meist verlassene – kleinere Einzelgehöfte und Weiler in der Umgebung. Seit der Mitte des 20. Jahrhunderts spielt der Tourismus (Wandern und Ferienwohnungen) eine wichtige Rolle als Einnahmequelle für die Gemeinde.

## Geschichte
Vielleicht auch aufgrund der Abgeschiedenheit des Ortes ist über seine Geschichte nichts Genaues bekannt – eine lokale Überlieferung führt den Ort auf Fernán González, den Gründer Kastiliens zurück. Immerhin lässt die Anwesenheit von vier Kirchenbauten auf dem Gebiet der Gemeinde auf eine gewisse historisch-religiöse Bedeutung schließen.

## Sehenswürdigkeiten

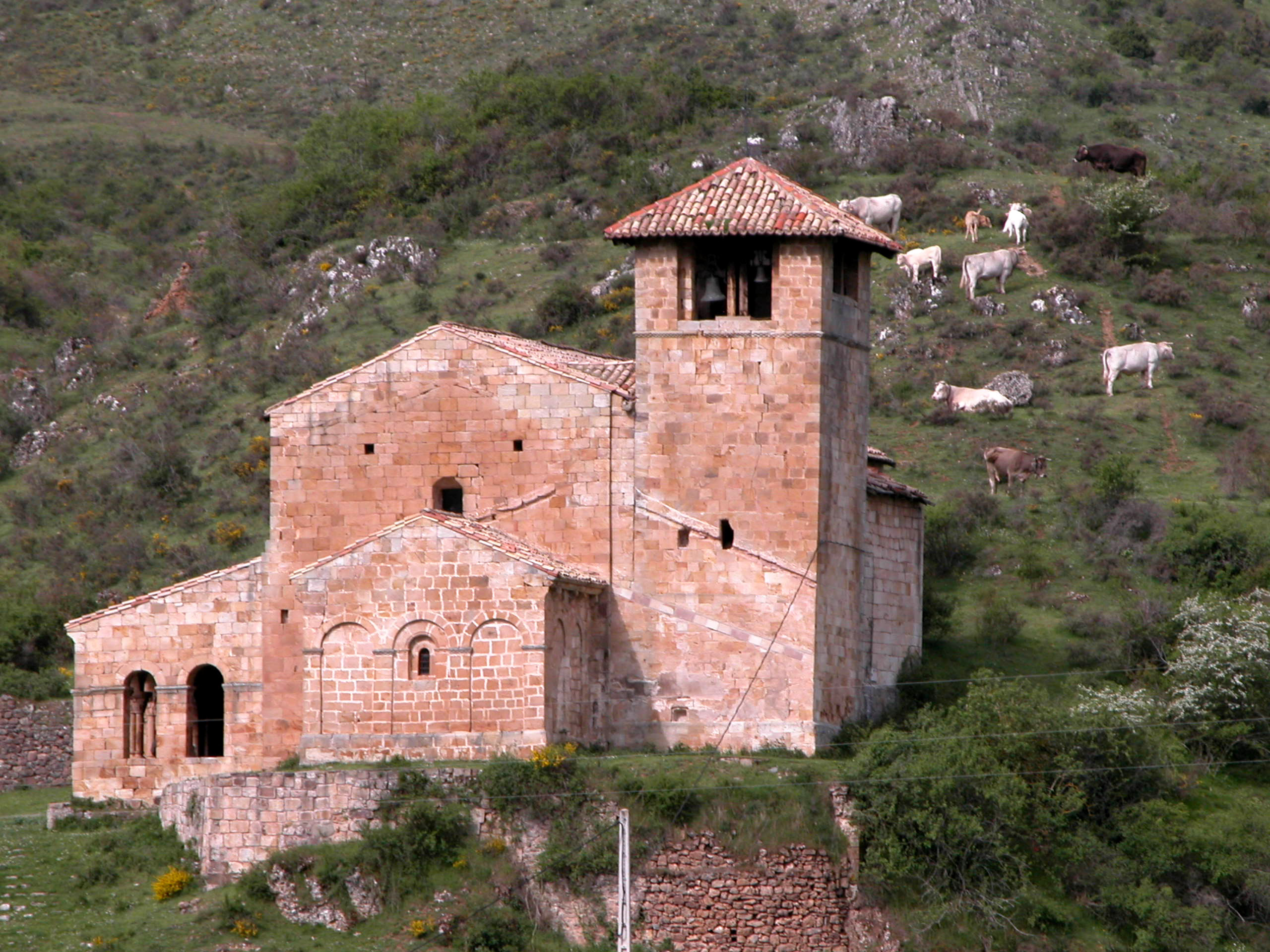
Ermita de San Cristóbal (Ostseite)

- Größte Sehenswürdigkeit des Ortes ist die auf einer Anhöhe gelegene romanische Kirche Ermita de San Cristóbal mit einer kleinen Südvorhalle (portico) und einer durch überwiegend fensterlose Blendarkaden ein wenig aufgelockerten quadratischen Apsis. Der gesamte Kirchenbau ist – ebenso wie der in der Nordostecke stehende Turm – aus exakt behauenen Steinen gefügt, was auf eine Bauzeit im ausgehenden 12. Jahrhundert hindeutet. Die drei Arkaden und das Archivoltenportal auf der Südseite sind recht aufwendig gestaltet: Das Portal zeigt auf einem schmalen Perlstab ruhendes Blattwerk im äußeren und einen wellenförmig mäandrierenden Blattstab im inneren Bogen. Zwei eingestellte Säulen, von denen eine in sich gedreht ist (Salomonische Säule) und auch die beiden Kapitelle sowie die darüber befindlichen Kämpferplatten zeigen reiches Dekor. Die drei Arkadenbögen ruhen auf Doppelsäulen; Kapitelle und Kämpferplatten sind außergewöhnlich reich mit Blattwerk und Figuren geschmückt. Auch das eigentliche Kirchenportal überzeugt durch ausgewogene Proportionen und eine kreative Steinmetzarbeit mit abwechselnden Wulstprofilen und sechszackigen Sternstäben.

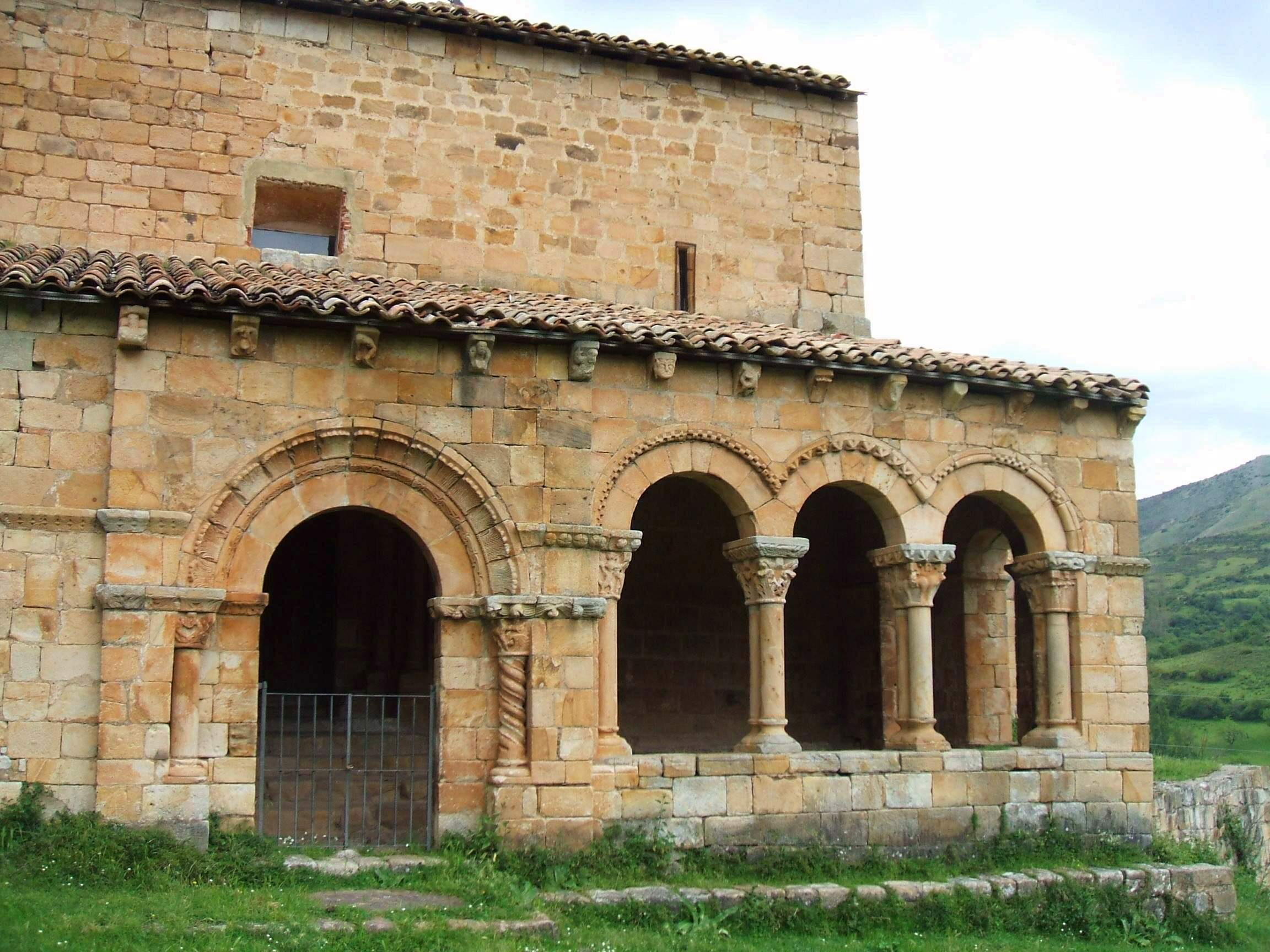
Ermita de San Cristóbal (Südseite)
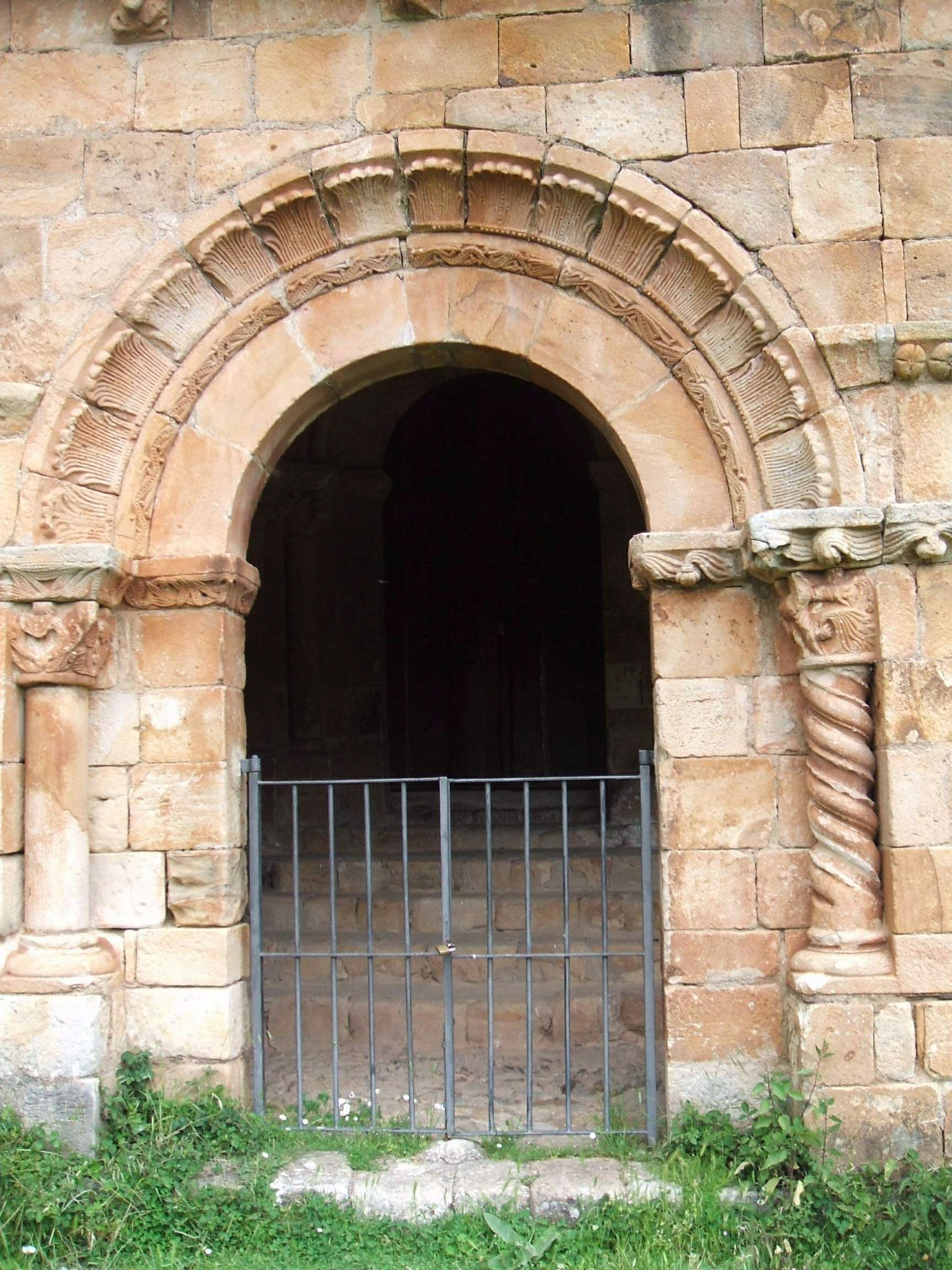
Portal der Vorhalle
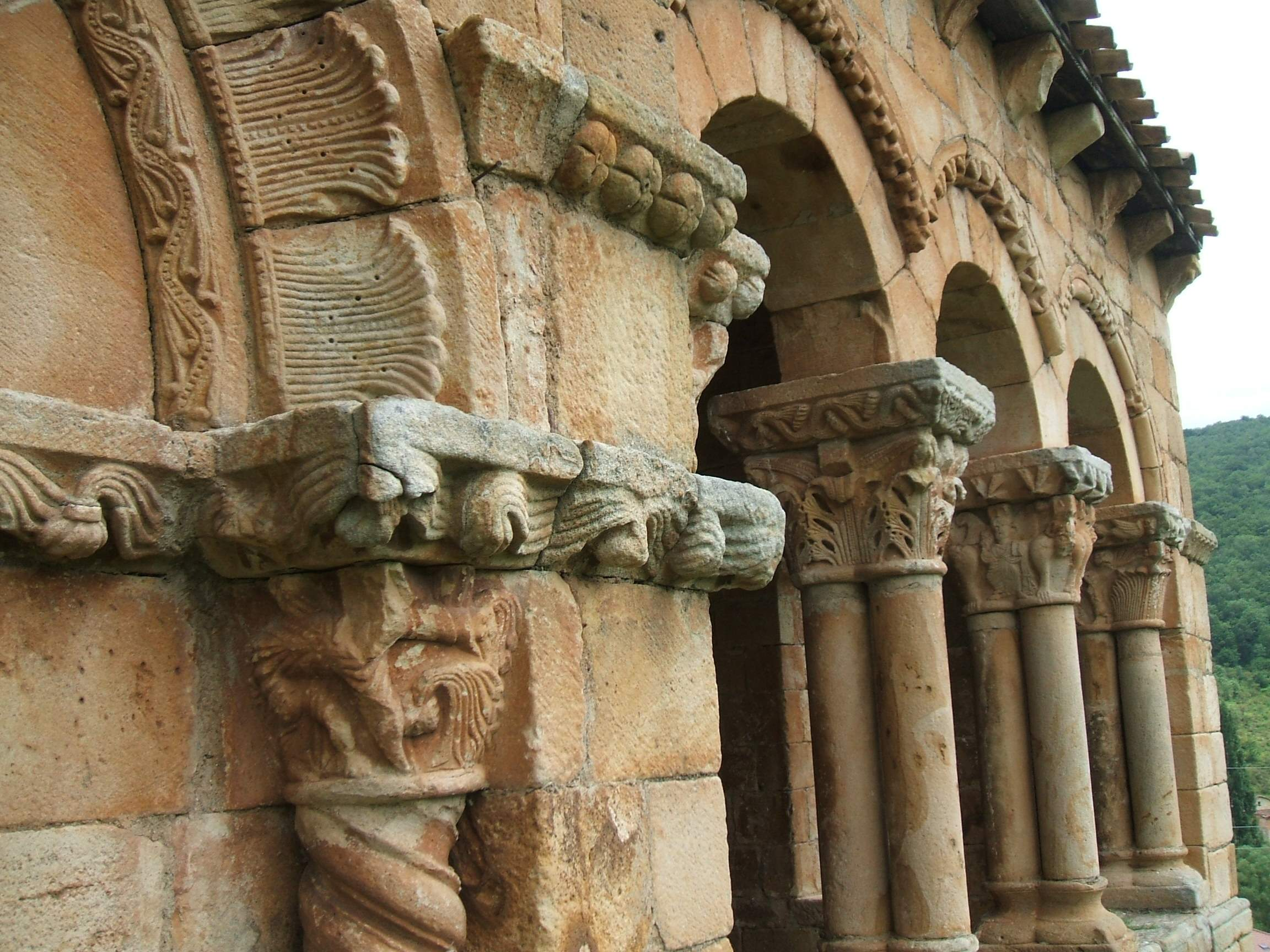
Arkaden der Vorhalle
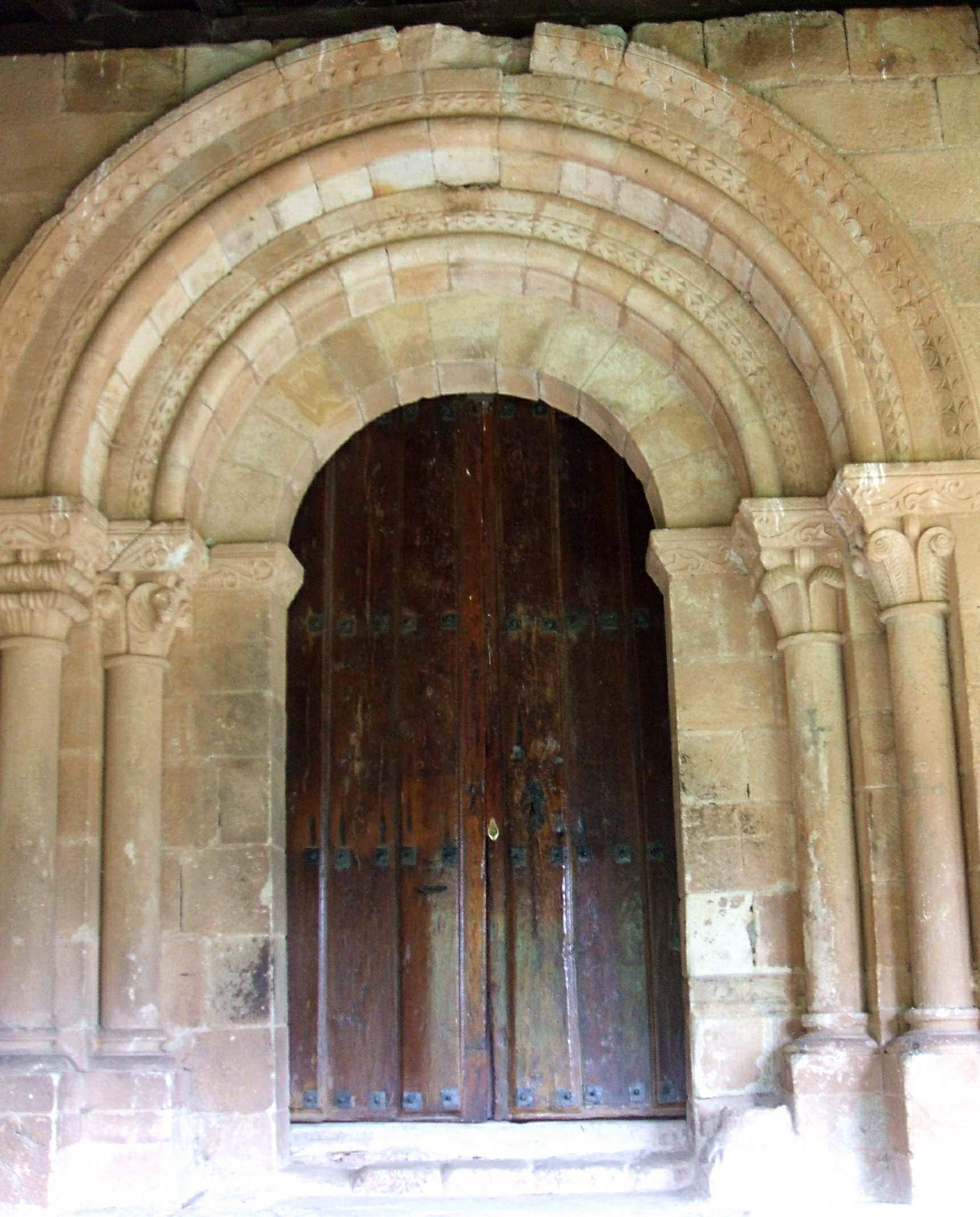
Portal der Kirche

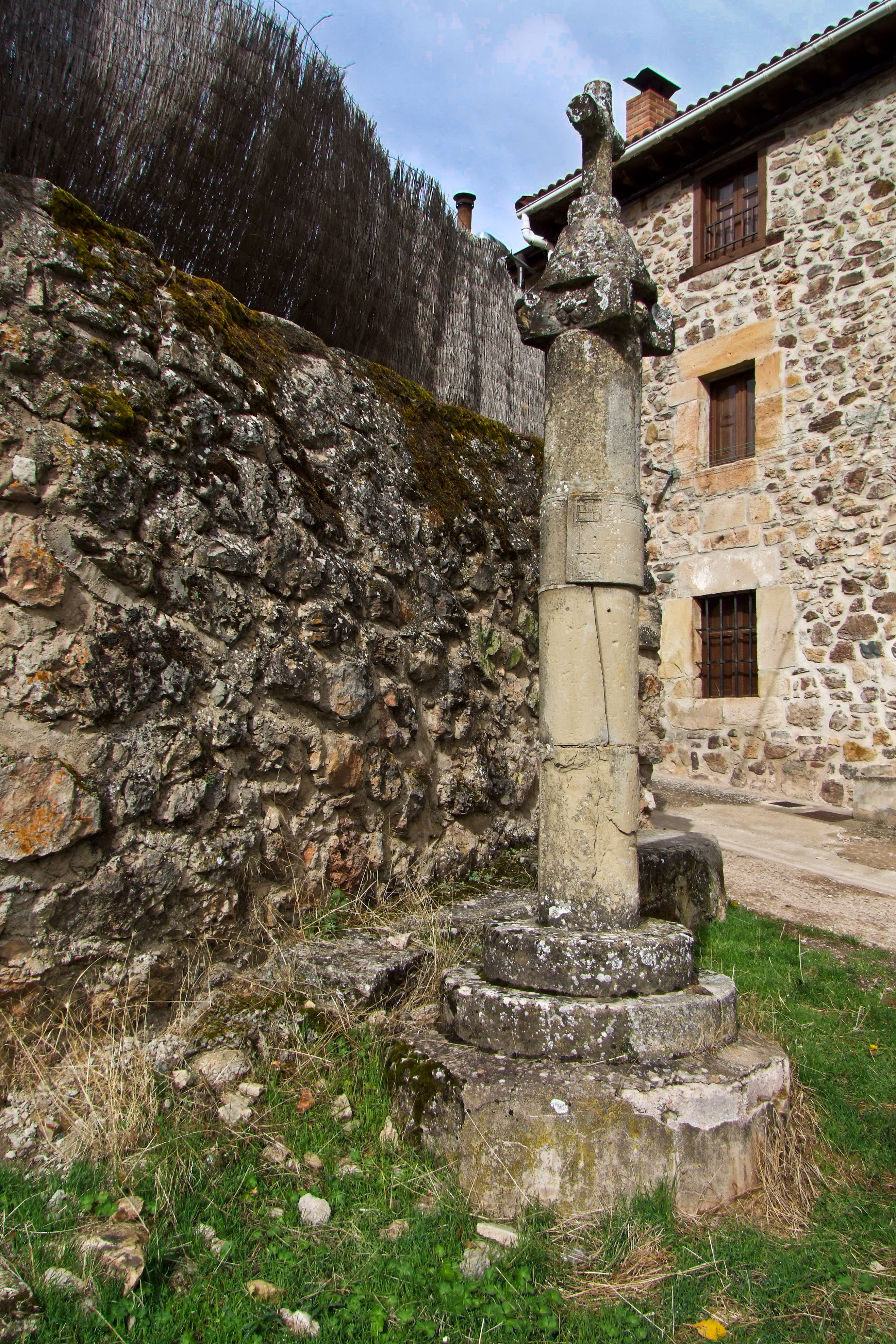
Gerichtssäule und Mauern aus Bruchsteinen

- Die Pfarrkirche Santa María ist ein imposanter Bau vom Ende des 16. Jahrhunderts mit einem durchaus qualitätvollen Portal auf der Südseite. Innerhalb der rechteckigen Apsis findet sich ein barockes Altarretabel (retablo) mit gedrehten Säulen und dem Bild einer von Putten begleiteten Himmelfahrt Mariens.
- Etwas versteckt im Ort steht eine Gerichtssäule (rollo oder picota) wie sie in vielen kastilischen Orten erhalten ist. Auf einem treppenförmig abgestuften Sockel steht ein aus vier Trommeln zusammengefügter Säulenschaft, auf welchem eine Platte ruht, die in die vier Himmelsrichtungen auszugreifen scheint. Auf einem Kegel darüber erhebt sich ein Kreuz.
- Mehrere der vom 16. bis 18. Jahrhundert meist aus Bruchsteinen und schlichtem Fachwerk errichteten Häuser des Ortes tragen steinerne Wappenschilde (blasones).
- Eine Steinbrücke führt über den Río Najerilla, von dem aus früher mehrere Bewässerungskanäle abzweigten, denen der Ort seinen Namen verdankt.

Umgebung
- Drei Einsiedlerkapellen (ermitas) befinden sich in der näheren und ferneren Umgebung des Ortes – San Antonio (1634) liegt am Ortsausgang, San Juan (1767) etwa 4 km südlich und die Ermita de La Soledad (16. Jahrhundert) liegt in absoluter Waldeinsamkeit etwa 8 km in nördlicher Richtung.